# Mickie Stickdorn
Michael „Mickie“ Stickdorn (* 1954) ist ein deutscher Musiker, Schlagzeuger und Perkussionist. Er gehörte 1982–1983 zur Begleitband Verstärkung von Heinz Rudolf Kunze.

## Leben
Stickdorn begann nach seinem abgeschlossenen Hochschulstudium 1979 seine Profilaufbahn als Schlagzeuger.
Er wirkte als Studio- und Tour-Musiker mit für Inga Rumpf, Heinz Rudolf Kunze, Peter Schilling, Elephant (mit Alex Conti), Jennifer Rush, Falco, Georgie Red (mit George Kochbeck) und Rosebud (mit Alex Conti).
Zu den Höhepunkten seines Musikerlebens gehören die Auftritte beim Golden Rose of Montreux (mit Peter Schilling), in der Royal Albert Hall (mit Jennifer Rush) und Rockpalast Lorelei (mit Achim Reichel).
Aktuell (2014) gehört Mickie Stickdorn zur Band Lake und seit 2015 zum Walking Act MORE THAN FOUR u. a. mit Kurt Buschmann.